# Seewies
Das Dorf Seewies ist ein Gemeindeteil der Stadt Wasserburg am Inn im oberbayerischen Landkreis Rosenheim.

## Geografie
Seewies befindet sich etwa vier Kilometer westnordwestlich von Wasserburg auf einer Höhe von 481 m ü. NHN.

## Geschichte
Der im 19. Jahrhundert entstandene Ort wurde ein Bestandteil der Landgemeinde Attel. Diese war mit den Verwaltungsreformen zu Beginn des 19. Jahrhunderts im Königreich Bayern entstanden. Zu ihr gehörten auch die Gemeindeteile Au, Elend, Gabersee, Gern, Heberthal, Kobl, Kornberg, Kroit, Limburg, Osterwies, Reisach, Reitmehring, Rottmoos, Staudham und Viehhausen. Im Zuge der kommunalen Gebietsreform in Bayern in den 1970er-Jahren wurde Seewies im Jahr 1978 zusammen mit dem größten Teil der Gemeinde Attel in die Stadt Wasserburg eingegliedert. Im Jahr 2012 zählte Seewies 58 Einwohner.

## Verkehr
Die Anbindung an das öffentliche Straßennetz wird durch mehrere Gemeindestraßen hergestellt, die Seewies unter anderem mit der etwa 800 Meter südlich des Ortes vorbeiführenden Bundesstraße 304 verbinden.